# Nankai

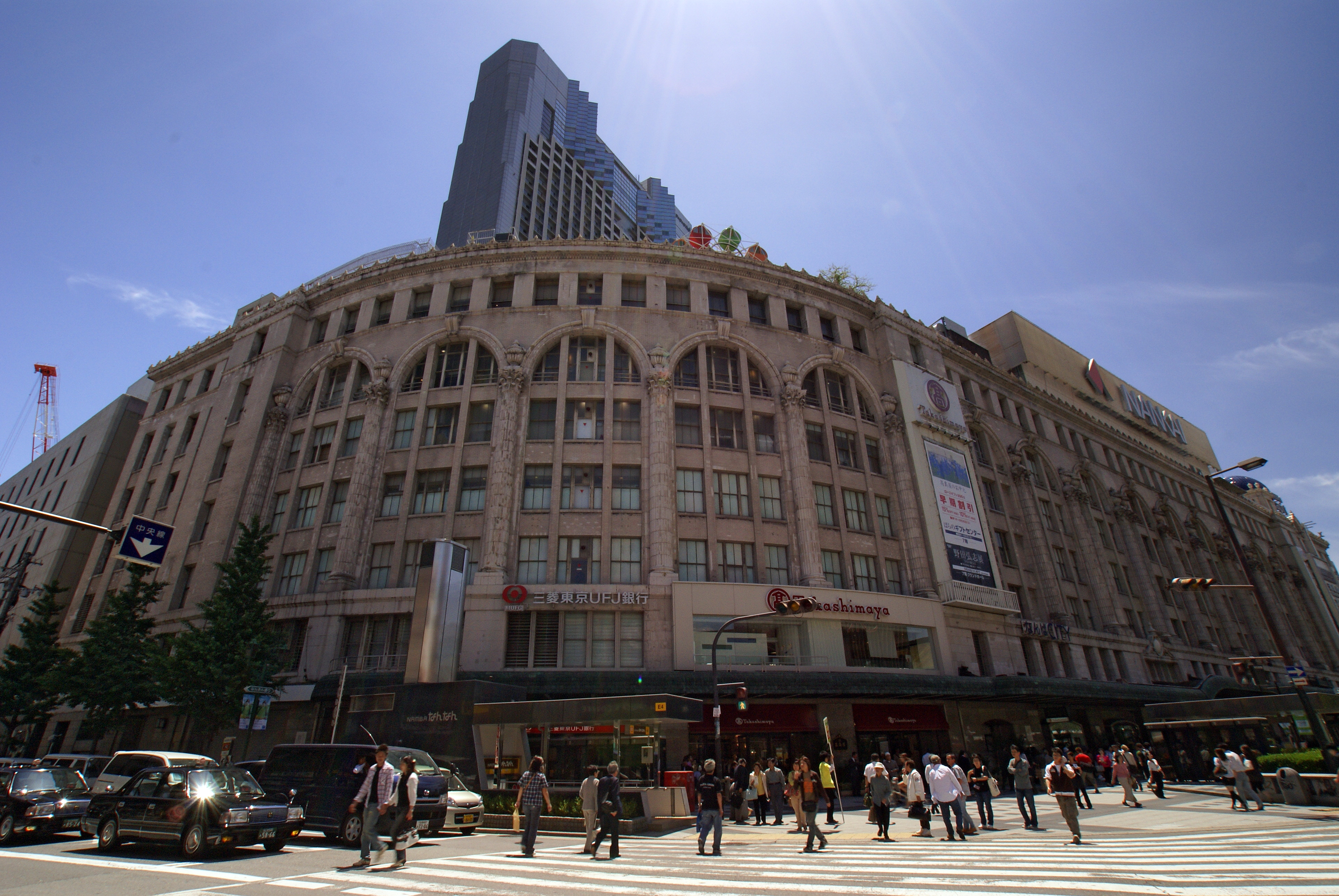
Osaka. Dworzec Nankai Namba z domem towarowym Takashimaya

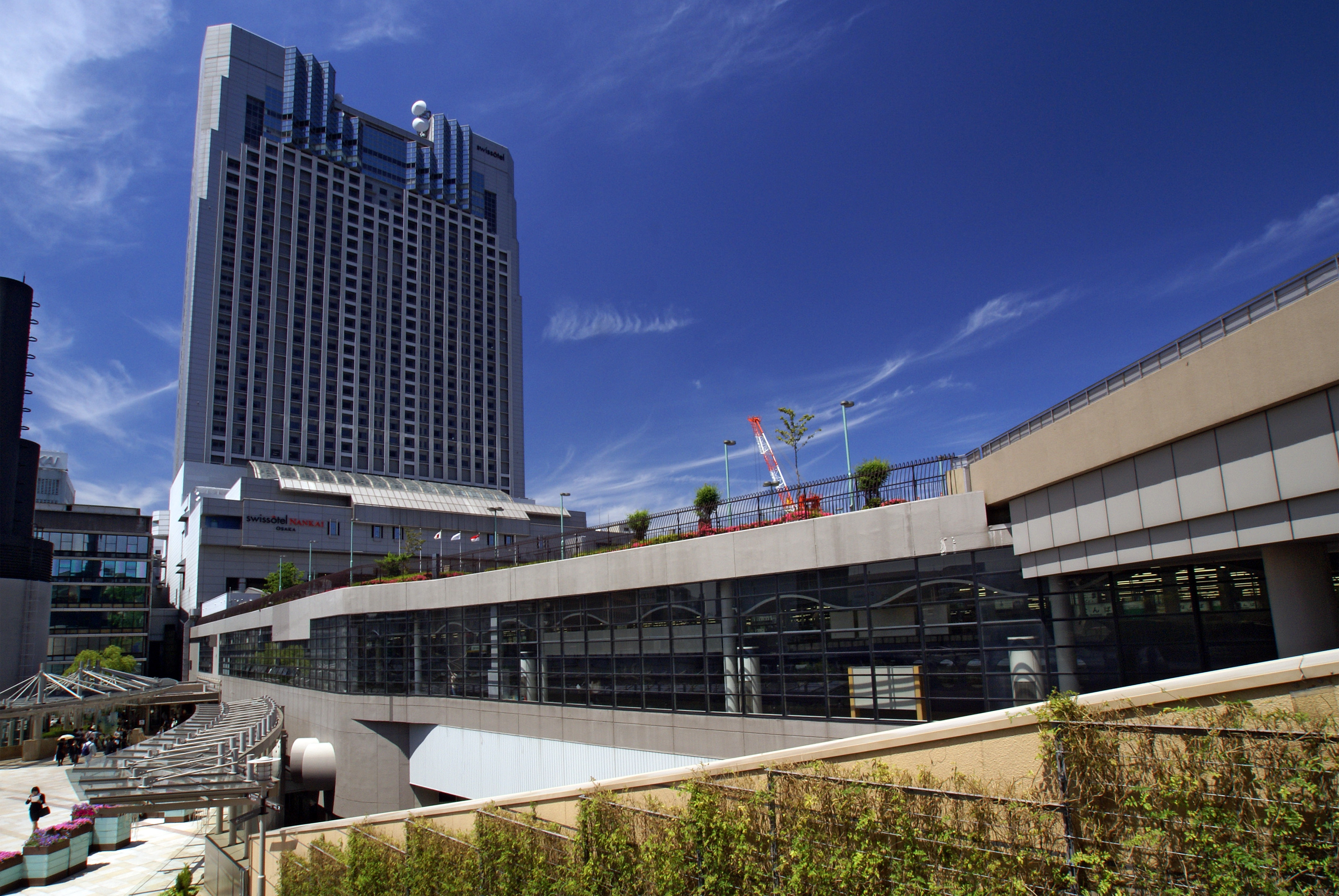
Osaka. Dworzec Namba – nadbudowa peronów

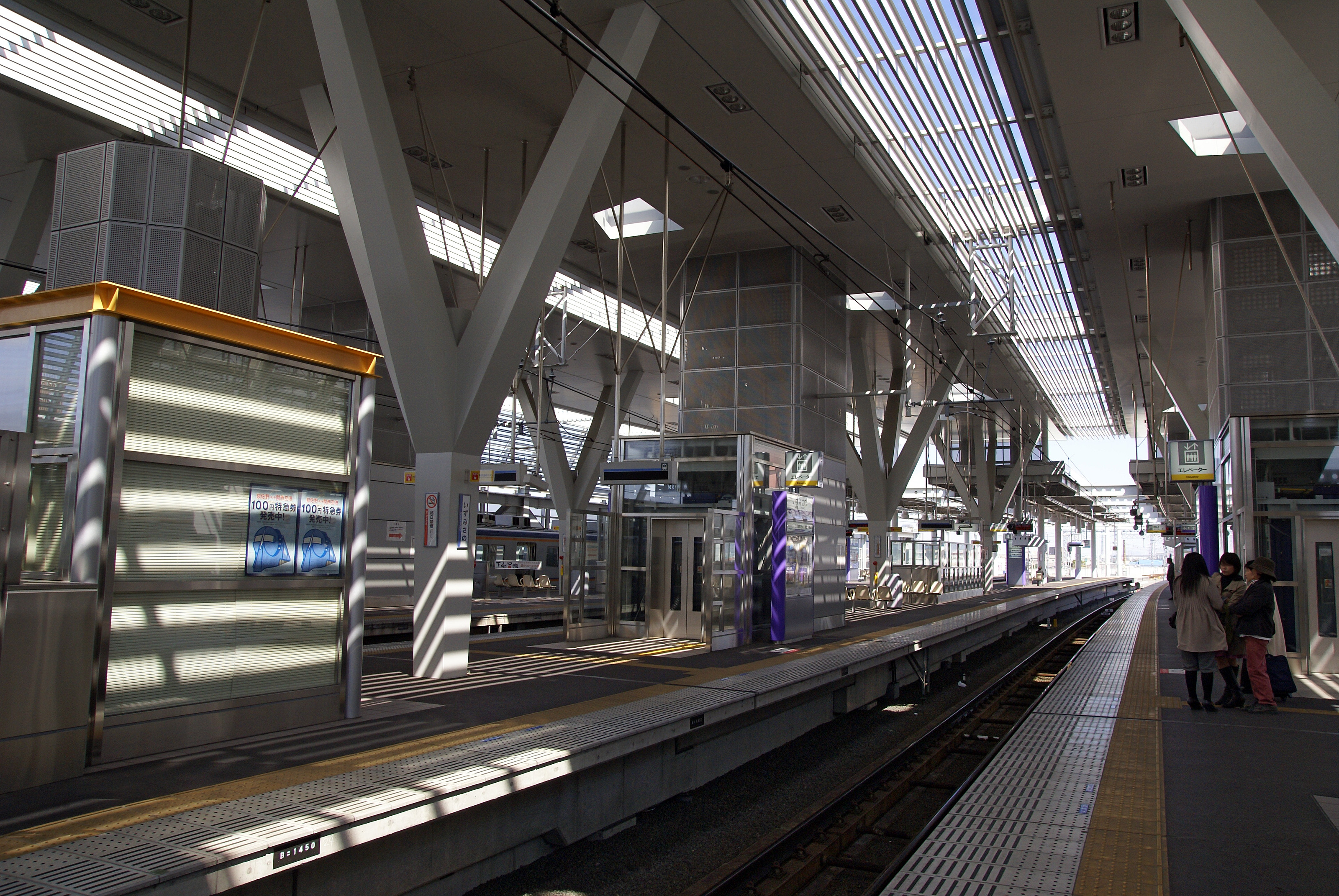
Izumi-sano. Dworzec Izumi-sano na Honsen

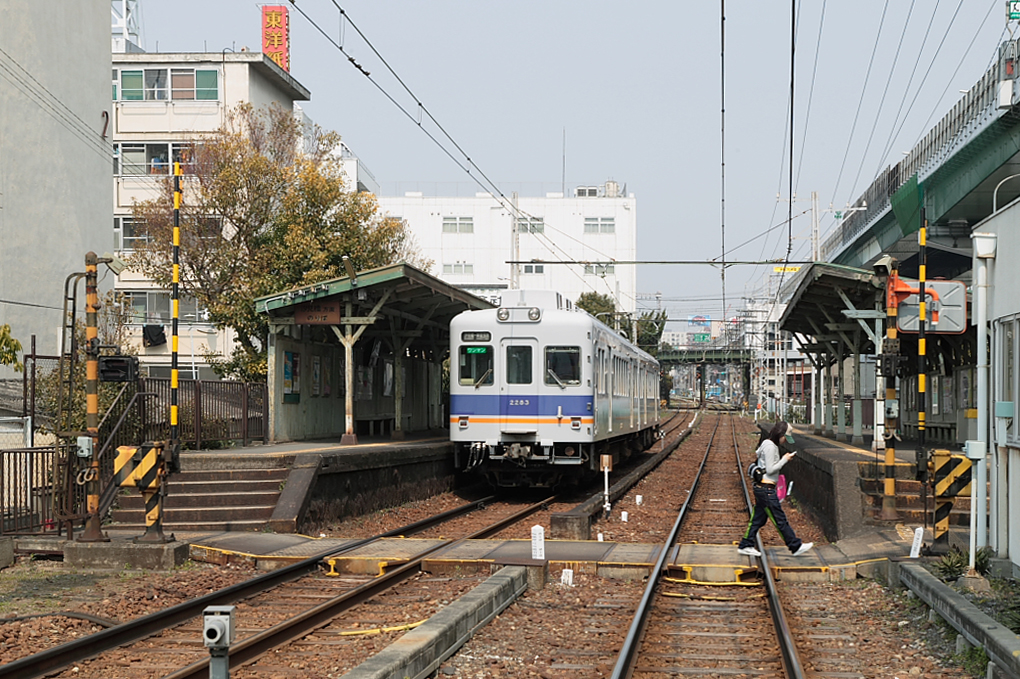
Osaka. Stacja Ashihara-chō na nieco zapomnianej Shiomihashi-sen. EZT „2200” z pocz. l. 60.

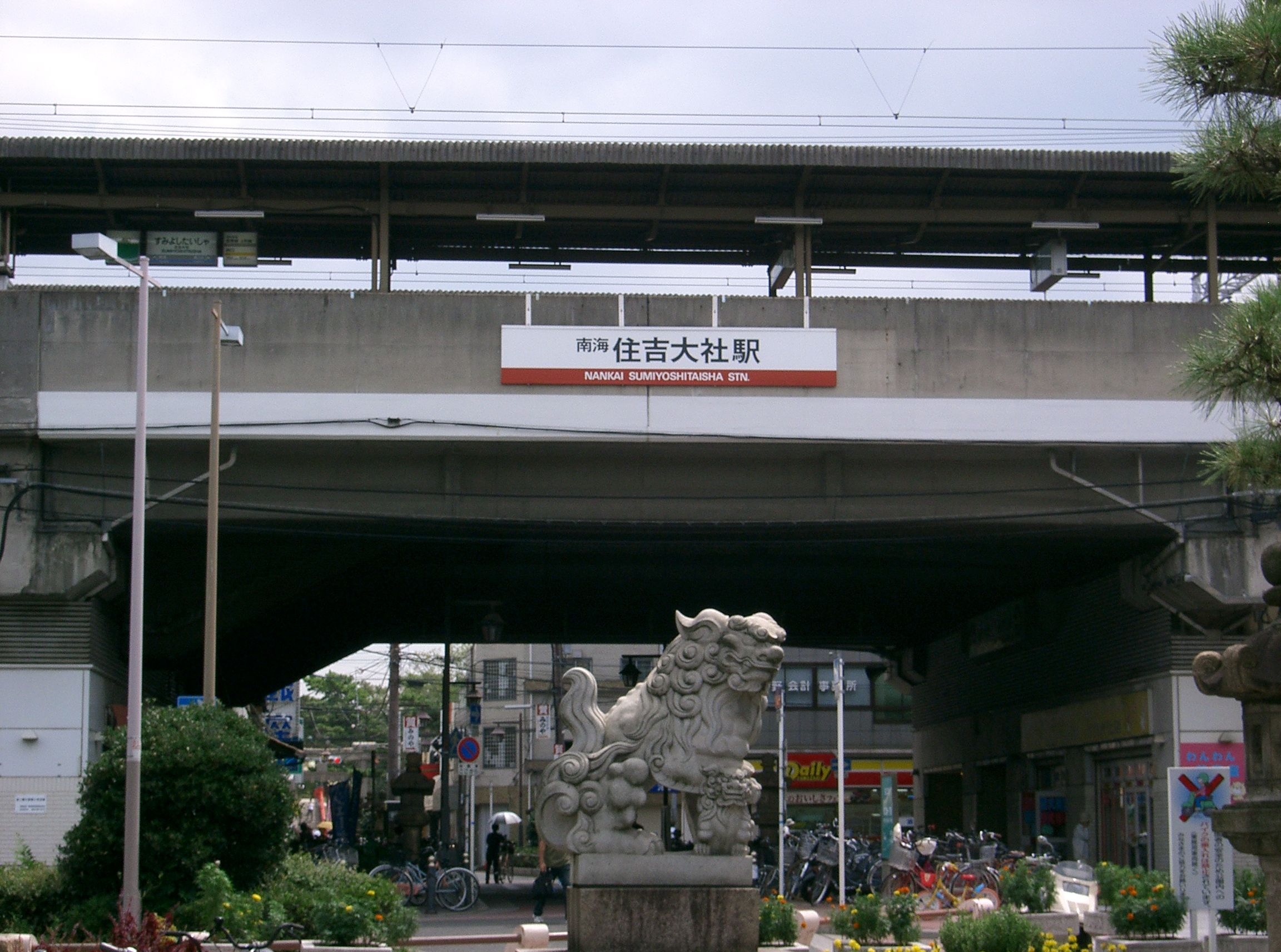
Osaka. Stacja Sumiyoshi-Taisha na Honsen, jak nazwa wskazuje, jest koło ważnego chramu...

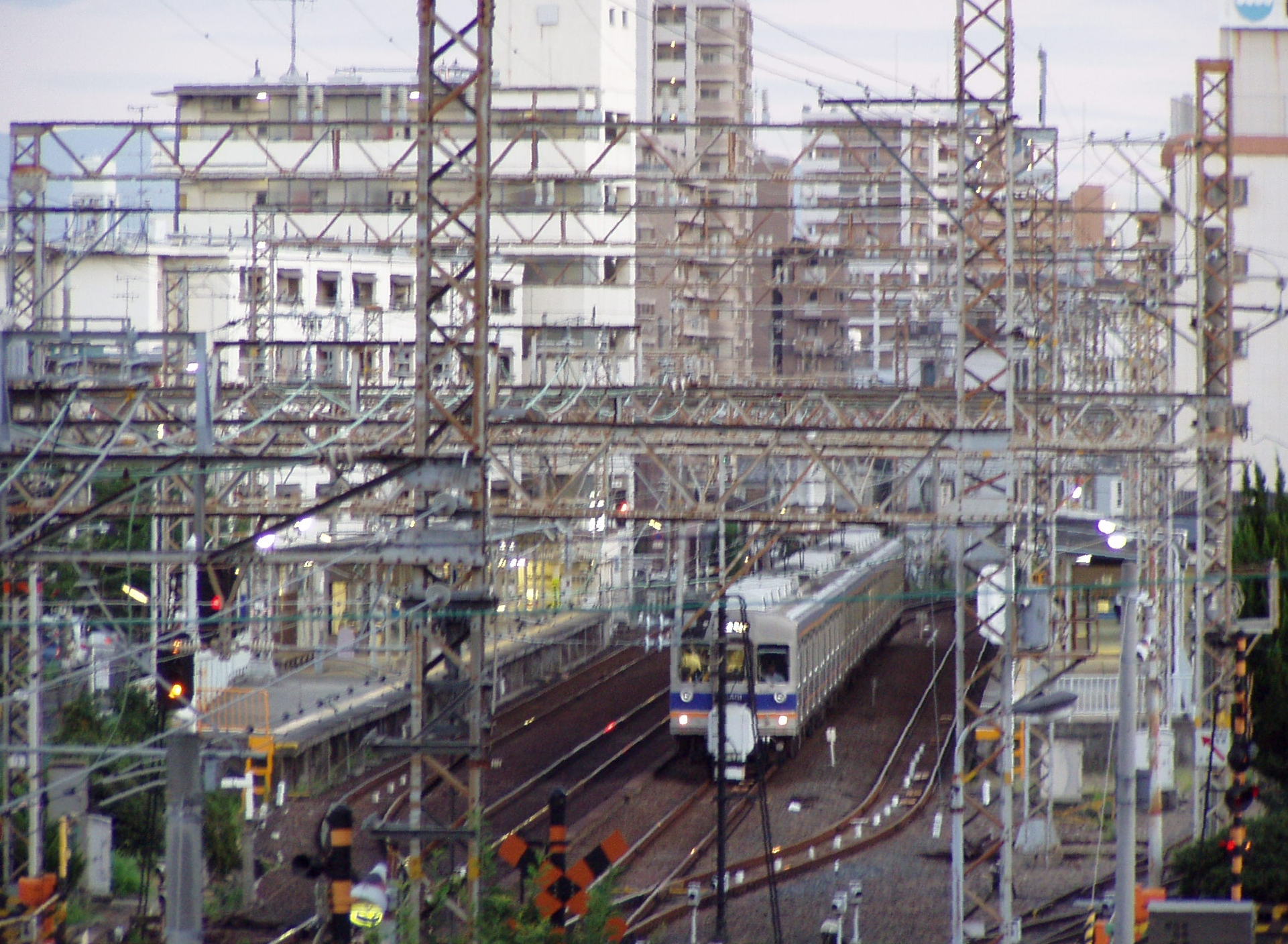
Osaka. Stacja Sumiyoshi-Higashi na Kōyasan-sen jest pierwszą stacją prześcigową po wyjeździe z Namby (5,9 km)

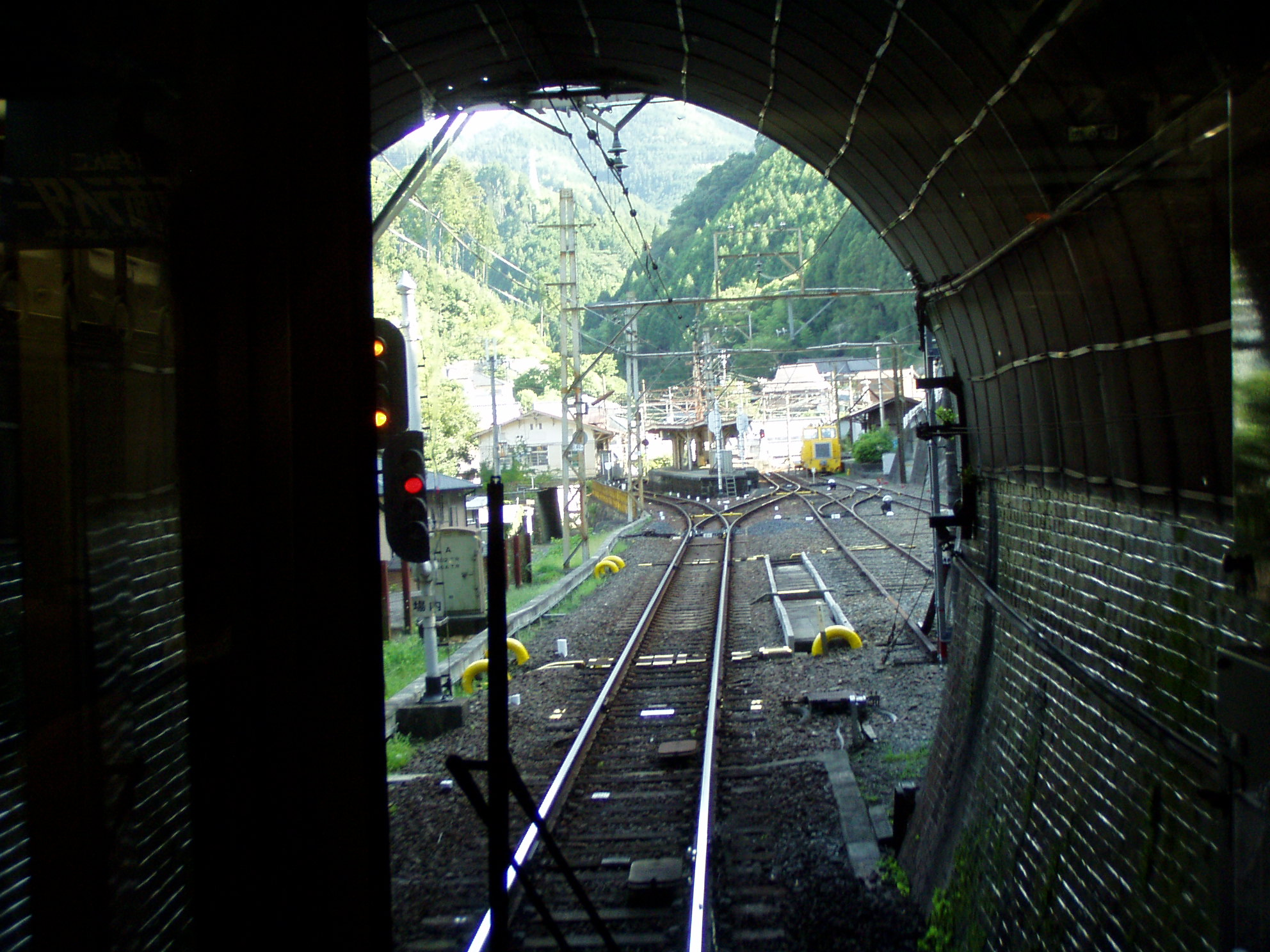
Linia Kōyasan, stacja Kōyasan-shita

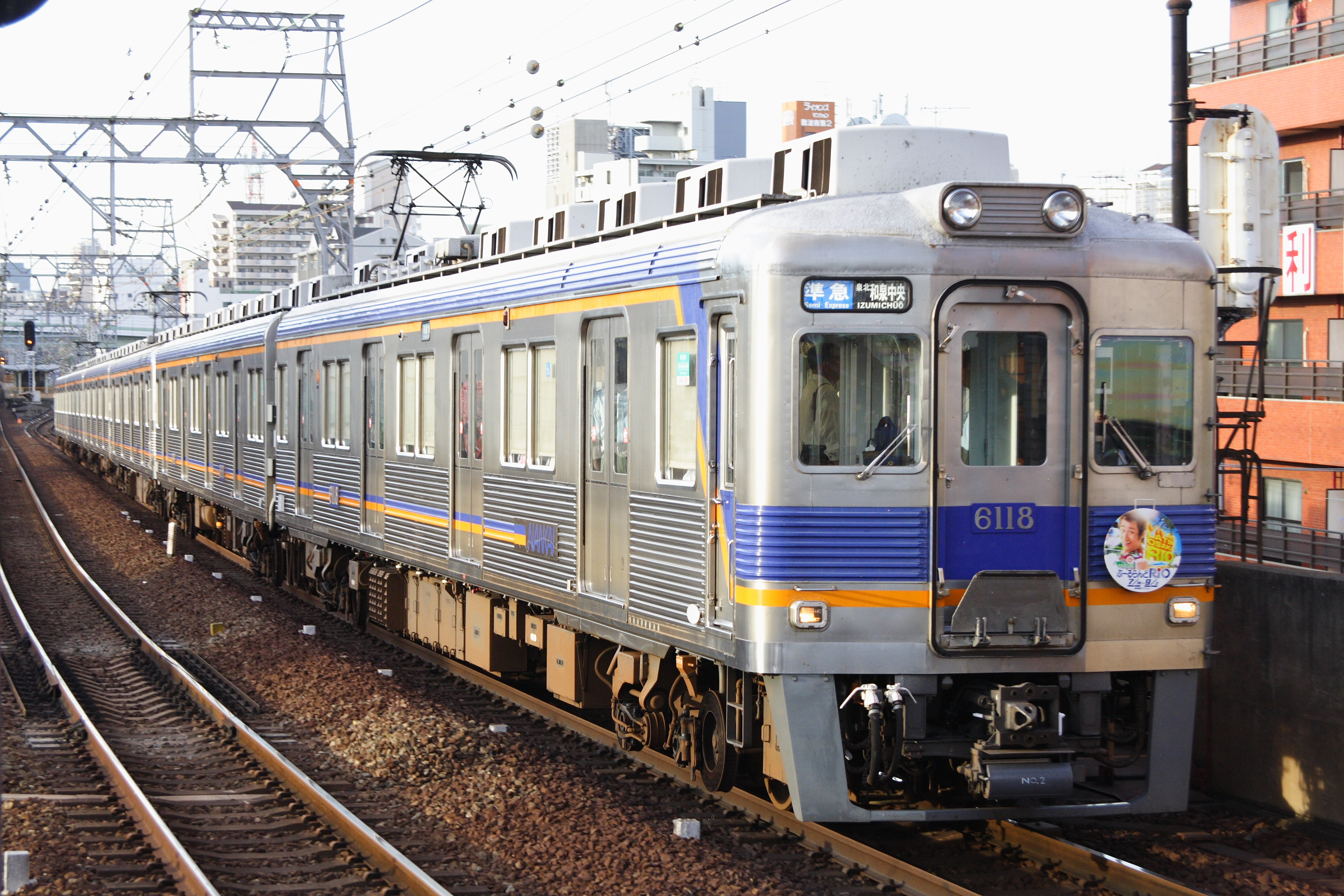
EZT dla ruchu aglomeracyjnego, typ „6100” z 1970 r.

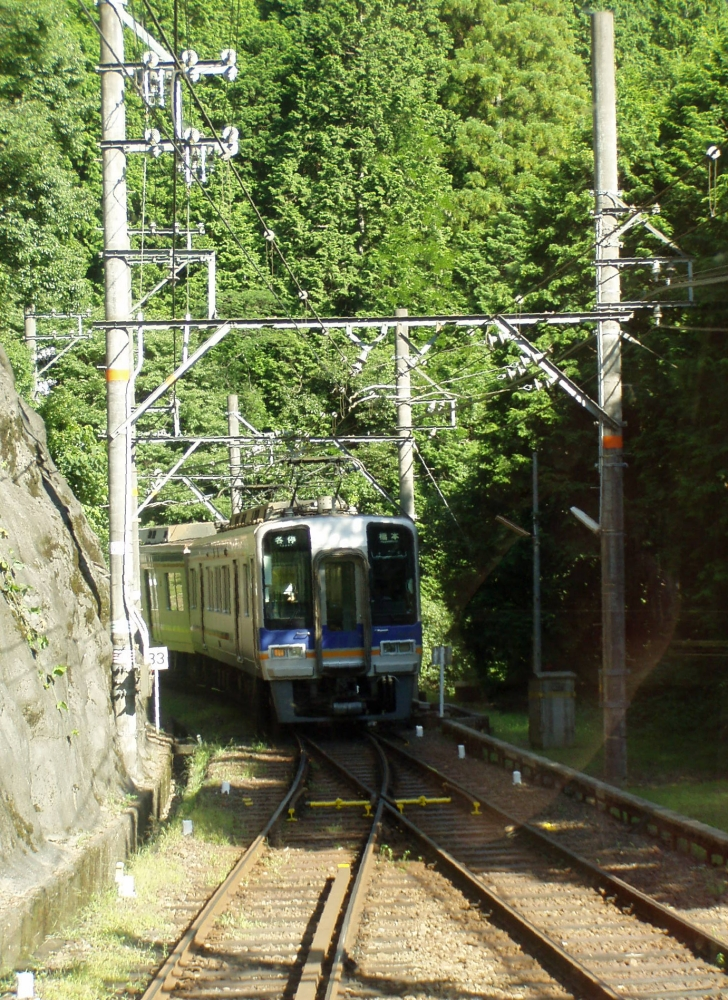
EZT „2000” (z 1990 r.) na górskim odcinku Kōyasan-sen koło stacji Kami-Kosawa

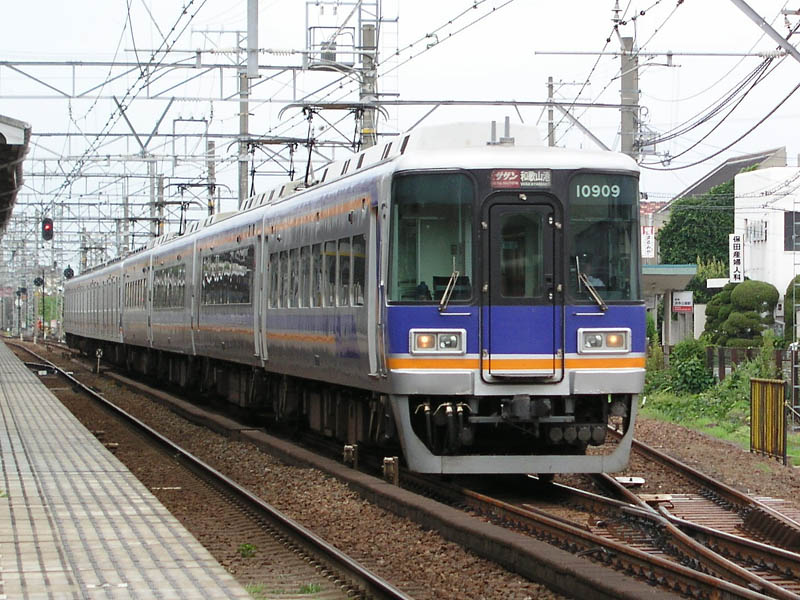
Tokkyū „Southern” (EZT „10000” z 1985 r.)

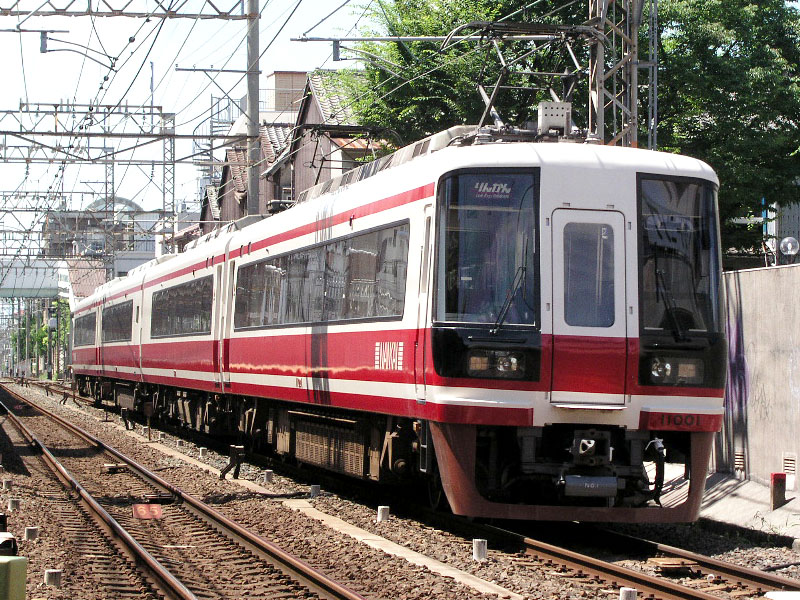
Tokkyū „Rinkan” (EZT „11000” z 1992 r.)

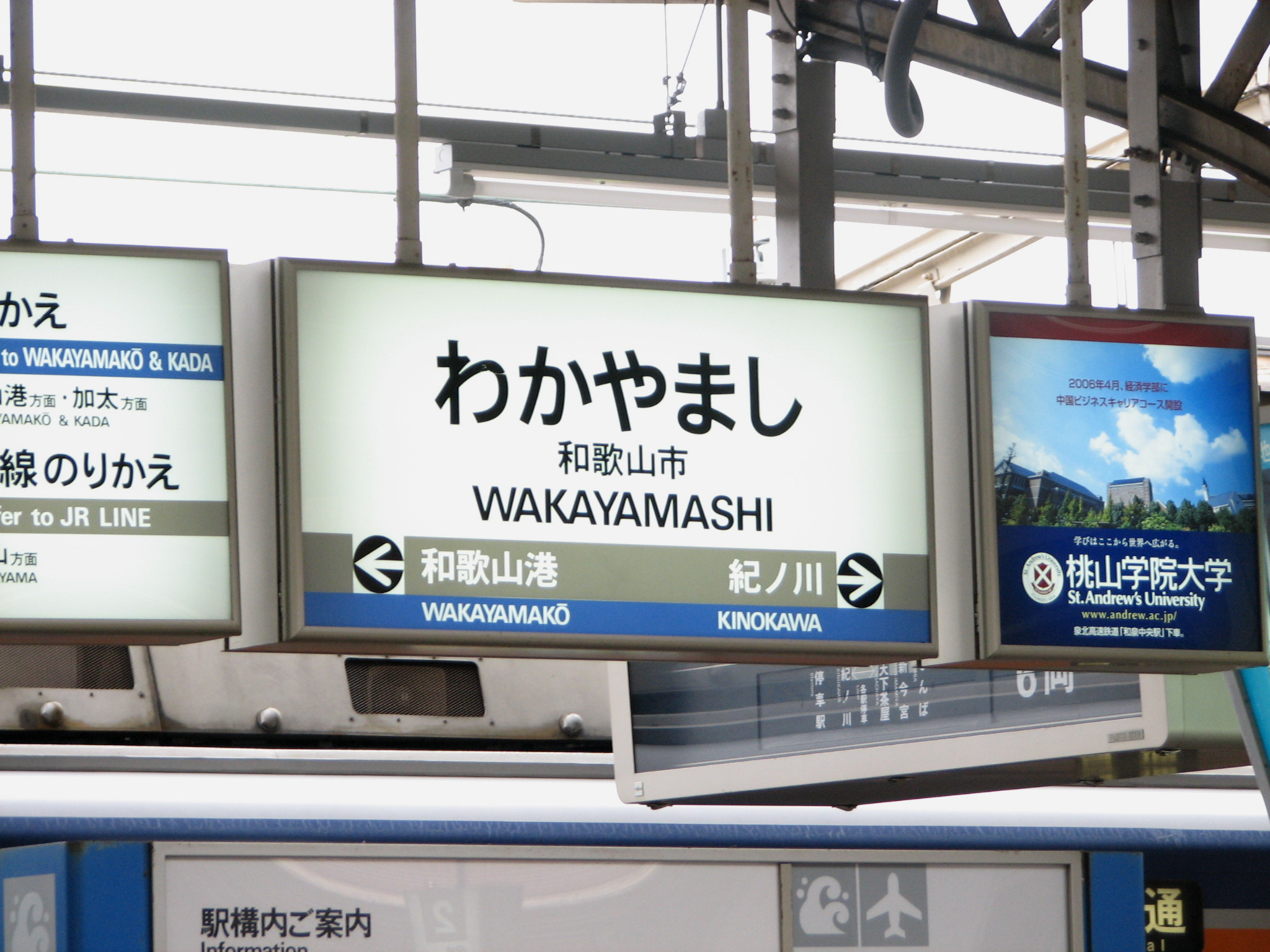
Typowy szyld peronowy

Nankai (jap.: 南海), pełna nazwa 南海電気鉄道 Nankai Denki Tetsudō (pol. Kolej elektryczna Nankai) – prywatna kolej aglomeracyjna działająca w Prefekturach Osaka i Wakayama w Regionie Kansai w Japonii. Nazwa kolei oznacza „morze południowe”, bierze się od historycznej drogi prowadzącej z Osaki nad wybrzeże Pacyfiku.

## Sieć
Sieć kolei Nankai składa się z dwóch magistral wychodzących z czołowego dworca 難波 Namba, położonego w południowej części śródmieścia Osaki, oraz z kilku odgałęzień i linii dowożących. Linie główne łączą Nambę z miastami północnej części Prefektury Wakayama (Wakayama i Hashimoto), stanowiąc jednocześnie głównie osie komunikacyjne południowej części aglomeracji Osaki.
- 本線 Honsen: „linia główna” (zwana także Nankai-sen albo Nankai-Honsen), długości 64,2 km, łączy Osakę z miastem Wakayama (372 tys. mieszk.) prowadząc przez ciągły pas urbanizacji nabrzeża Zatoki Osakijskiej, m.in. przez miasta Sakai (834 tys.), Kishiwada (200 tys.), Izumi-sano (99 tys.), a następnie przez pasmo wzgórz (tunel 孝子 Kioshi – 0,6 km). Linia jest czterotorowa na odcinku Namba – 住ノ江 Suminoe (6,7 km), poza tym jest dwutorowa. Zajezdnie znajdują się przy stacjach Suminoe i 和歌山市 Wakayama-shi. Między Nambą a 諏訪ノ森 Suwanomori linia przebiega na wiadukcie (13,8 km); linia ma jeszcze trzy inne odcinki nadziemne, znacznie krótsze. Poza nimi prowadzona jest na poziomie terenu, z licznymi przejazdami. Eksploatuje się pociągi najwyżej ośmiowagonowe. Obciążenie linii: 18/12 par pociągów na godzinę szczytu/godzinę w ciągu dnia w Osace; 9/4 pary pociągów na godz. w Wakayamie.
  - 高師浜線 Takashinohama-sen: krótkie jednotorowe odgałęzienie na terenie miasta Takaishi (1,5 km; od stacji 羽衣 Hagoromo), prowadzone na wiadukcie. Obsługiwane wahadłowo pociągami dwuwagonowymi. Obciążenie linii: 4/3 pary pociągów na godzinę.
  - 空港線 Kūkō-sen (pol.: „linia lotniskowa”): linia długości 8,8 km, będąca odgałęzieniem do lotniska Kansai, przechodząca mostem drogowo-kolejowym na sztuczną wyspę, na której znajduje się port lotniczy. Tylko skręt od linii głównej (stacja　泉佐野 Izumisano) do linii na wyspę należy do Nankai (stacja りんぐうタウン Ringū Town); pozostała część trasy jest własnością zarządcy lotniska i jest wykorzystywana wspólnie z koleją JR Nishi-Nihon. Linia jest dwutorowa, całkowicie bezkolizyjna, oba włączenia również są bezkolizyjne. Obciążenie linii – 6/5 par pociągów na godzinę (bez JR).
  - 多奈川線 Tanagawa-sen: krótkie (2,6 km) jednotorowe odgałęzienie od stacji みさき公園 Misaki-kōen, położone na południowym krańcu urbanizacji nabrzeża Zatoki, obsługiwane wahadłowo pociągami dwuwagonowymi. Obciążenie linii – 4/2 pary pociągów na godzinę.
  - 加太線 Kada-sen: odgałęzienie na terenie miasta Wakayama (stacja 紀ノ川 Kinokawa), długości 9,6 km; jednotorowe, obsługiwane pociągami dwuwagonowymi. Obciążenie linii – 4/2 pary pociągów na godzinę.
  - 和歌山港線 Wakayama-kō-sen: krótkie (2,8 km) przedłużenie linii głównej do portu w Wakayamie (terminal promów na Sikoku). Jednotorowa. Obciążenie linii – 2/1 para pociągów na godzinę do i z Osaki.
- 高野山線 Kōyasan-sen (zwana też „Rinkan Sun Line”): linia łączy dworzec Namba z miastem 橋本 Hashimoto (68 tys. mieszk.) i podnóżem zespołu świątynnego Kōya-san. W Prefekturze Osaka linia obsługuje szereg miejscowości aglomeracji, m.in. miasto Sakai, Ōsakasayama (59 tys.), Kawachinagano (115 tys.). Przejście pasma górskiego między równiną Osaki i doliną rzeki 紀の川 Kinogawa (吉野川 Yoshinogawa) następuje przy pomocy czterech tuneli (główny to 紀見トンネル Tunel Kimi, dług. 1,85 m). Między Nambą a węzłem przy stacji 岸里玉出　Kishinosato-Tamade pociągi jadą linią Nankai-honsen, wykorzystując jedną z dwóch par torów; znajdują się na niej dwie dodatkowe stacje. Długość linii od tego węzła do stacji końcowej 極楽橋 Gokurakubashi wynosi 59,9 km. Linia jest dwutorowa do Hashimoto. Odcinek Hashimoto – Gokurakubashi (19,8 km) jest jednotorowy; stanowi jedną z najciekawszych kolei górskich Japonii. Zajezdnie znajdują się koło stacji 千早田 Chiyoda oraz stacji 御幸辻 Miyukitsuji (m. Hashimoto). Eksploatuje się pociągi najwyżej ośmiowagonowe. Na stacji 中百舌鳥 Nakamozu do linii włącza się kolej „trzeciego sektora” 泉北高速鉄道線 Semboku Kōsoku Tetsudō, zbudowana dla obsługi „Nowego Miasta Semboku” (rozplot bezkolizyjny). Obciążenie linii – 20/15 par pociągów na godzinę w Osace; 3-1 pary pociągów na godzinę pod Gokurakubashi.
  - 南海鋼索線 Nankai-Kōsaku-sen („trasa linowa”), popularnie 高野山ケーブル Kōya-san Cable: funikular między stacją Gokurakubashi a 高野山 Kōya-san. Jednotorowy (1067 mm) z mijanką pośrodku. Przewyższenie 330 m, długość linii 0,8 km.
- 汐三橋線 Shiomihashi-sen: krótka (4,6 km) linia między stacją Shiomihashi w śródmieściu Osaki a węzłem Kishinosato-Tamade, będąca pierwotnie częścią Kōya-sen (i nadal oficjalnie za taką uznawana), obecnie obsługiwana wahadłowo pociągami dwuwagonowymi. Obciążenie linii – 2 pary pociągów na godzinę.

## Eksploatacja
Na obu głównych liniach Nankai eksploatuje się na tych samych torach różne typy pociągów. Wszystkie stacje obsługiwane są przez osobowe 普通 futsū; 準急 junkyū są przyśpieszone do stacji Sakai i Sakai-Higashi, 区急 kukyū – do stacji Izumi-sano i Kawachi-Nagano, 急行 kyūkō – to pociągi pośpieszne na całej długości trasy (ich odmiana 快急 kaikyū na Kōyasan-sen jest przyśpieszona aż do nowego miasta Rinkan-den’entoshi na południowej stronie pasma górskiego). Na linii honsen ekspresy　特急 tokkyū i サザン „Southern” mają mniejszą niż kyūkō liczbę przystanków do stacji Izumi-sano. Na Kōyasan-sen zaś ekspresy (りんかん Rinkan i こうや Kōya) są szybsze na całej długości linii. Odgałęzienie do lotniska obsługują nieliczne pociągi osobowe z Namby, ale głównie pośpieszne 空港急行 Kūkō-kyūkō i ekspresy ラビート „Rapi:t” (są one dwóch rodzajów: ラビートα i ラビートβ, zależnie od liczby stacji obsługiwanych po drodze).
Ekspresy tōkkyu nie mają rezerwowanych miejsc, ale kursują tylko poza szczytem (w godzinach południowych), „Southern” mają miejsca wyłącznie albo w większości objęte rezerwacją. Na Honsen przyjęto zasadę, że port lotniczy musi być obsługiwany ekspresami co pół godziny, zaś Wakayama przynajmniej raz na godzinę (poza szczytem udało się wpisać w rozkład dwa połączenia na godzinę). Ekspresy wyjeżdżają z dworca Namba w 8-9-minutowym interwale między innymi pociągami.
Wyprzedzanie odbywa się albo na odcinku czterotorowym (na Honsen), albo na stacjach z dodatkowymi torami (najczęściej torem przy krawędzi peronowej; układ z torami przelotowymi bez peronów występuje wyjątkowo). Na Kōyasan-sen między Nambą i Hashimoto znajduje się tylko siedem stacji, na których możliwe jest wyprzedzanie (średnio co 5,5 km), na znacznie krótszym zaś odcinku Honsen, między Suminoe i Izumi-sano – także siedem (średnio co 3,4 km).

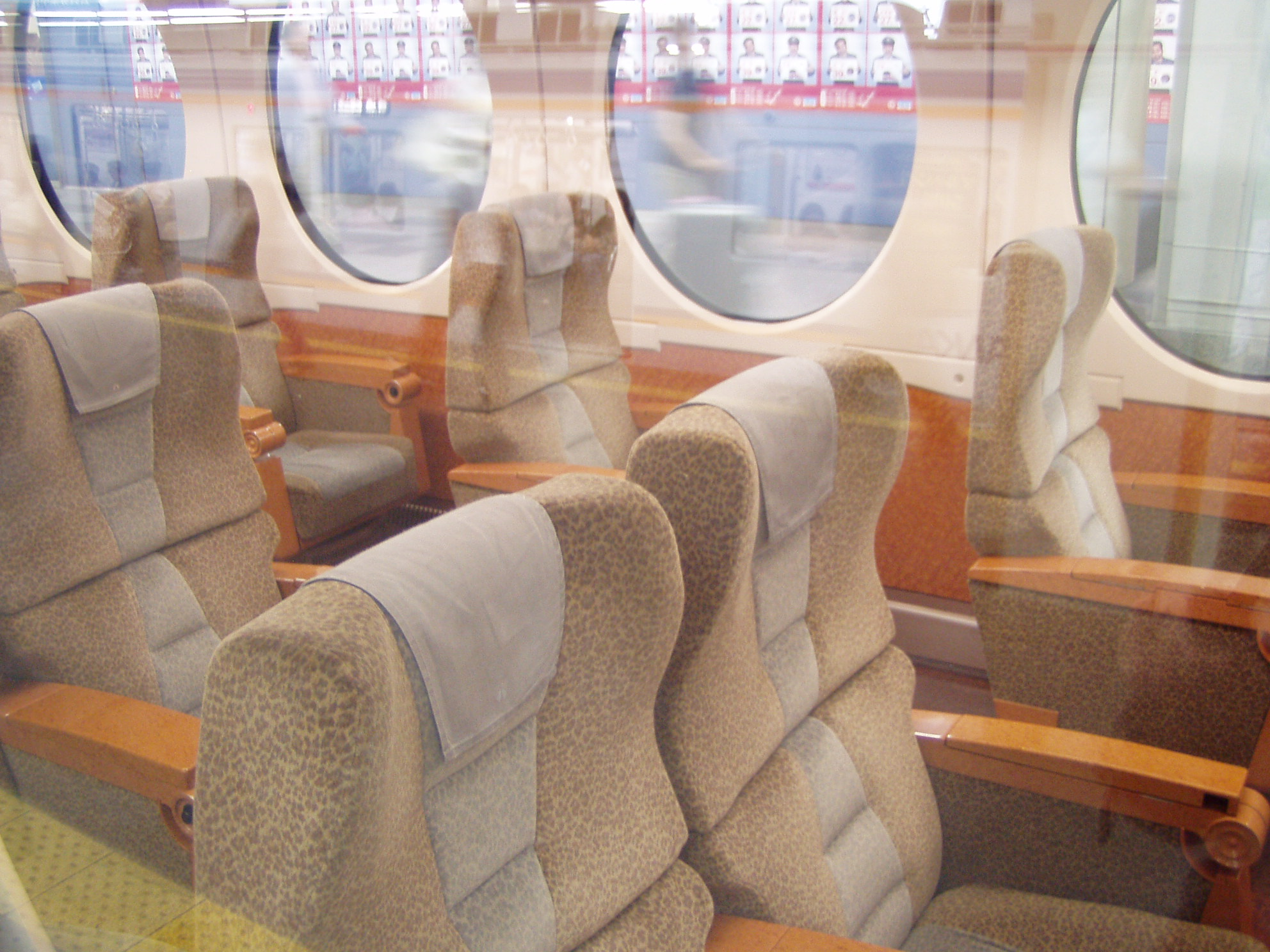
„Super seats” pociągu „Rapi:t”

Ekspresy „Rapi:t” pokonują odległość 42,8 km między lotniskiem Kansai a dworcem Namba w 38 min. (średnia prędkość 67,5 km/h); ekspresy „Southern” odległość 64,2 km do Wakayama-shi pokonują w 57 min. (67,6 km/h), zaś ekspresy Rinkan 43,8 km/m między Nambą i Hashimoto w 43 min. (61,1 km/h). Jest to tylko 5-10 min. szybciej od pośpiesznych, ale oferują one znacznie większy komfort.
Na dwóch pierwszych kierunkach Nankai ma potężnego konkurenta w postaci kolei JR Nishi Nihon. Jej ekspresy jeżdżą znacznie szybciej – z dworca Tennōji w 31 minut na lotnisko (81 km/h) i w 40 minut do Wakayamy (91,9 km/h) – ale też są znacznie droższe: odpowiednio 2080円 wobec 1390円 i 2070円 wobec 1390円 (lub 1590円). Na kierunku Hashimoto kolej Nankai nie ma konkurencji.
Na linię Kōyasan przechodzi do pięciu pociągów jadących linią Semboku Kōsoku Tetsudō – w szczycie dodatkowe pociągi tej kolei kończą na stacji węzłowej Nakamozu.
„Gęstość przewozów” wyrażona stosunkiem dziennej liczby pasażerów do długości sieci własnej wynosi 4,32 tys.pas./km. Dworzec Nankai Namba obsługuje dziennie 225 tys. osób (2005).
Opłata za przejazd zależy od odległości. Za przejazd ekspresem obowiązuje dopłata, także zależna od odległości – min. 500円, w pociągach „Rapi:t” dopłaca się dodatkowo 200円 za „super seat”.

## Kwestie techniczne
Wszystkie linie są na torze 1067 mm, elektryfikacja górna =1500 V. Maksymalna dopuszczalna prędkość na Honsen i Kūkō-sen – 110 km/h, na Kōya-sen (bez części górskiej) – 100 km/h. Na bocznych odgałęzieniach znacznie niższa, np. Takashinohama-sen – 45 km/h.
Linie są wyposażone w blokadę automatyczną. Nankai jest w trakcie montażu systemu ATS. EZT wjeżdżające na Kūkō-sen, wyposażoną w ATS, mogą współpracować z tym systemem.
Górski odcinek Kōyasan-sen wiedzie zboczem krętej doliny potoku 不動谷川 Fudōtanigawa; ma 23 tunele. Stacja dolna Hashimoto znajduje się ok. 80 m n.p.m., stacja górna Gokurakubashi – na wysokości ok. 535 m.

## Tabor
W ciężkim ruchu aglomeracyjnym od lat sześćdziesiątych eksploatuje się EZT z wagonami długości ok. 20 m (typ "6000" i "7000"; na zdjęciu „7000” w historycznym malowaniu). Nowsze wersje tego wagonu składają się na EZT „9000” (z końca l. 80.) i „1000” (z l. 90.). Eksploatuje się też wagony z dwiema parami drzwi – na liniach bocznych oraz na górskim odcinku linii Kōyasan (nowy typ tego rodzaju ma oznaczenie „2000”). Wagony te są krótsze – 17,725 m. Wszystkie wagony mają szerokość pudła 2,74 m, z wyjątkiem kilku jednostek typu „1000”, nieco szerszych (2,85 m), służących do obsługi linii do lotniska Kansai.
Sztandarowe EZT „50000” dla pociągów „Rapi:t” składają się z sześciu wagonów szerokich również na 2,85 m. Całkowita długość jednostki – 125,6 m. Charakterystyczny kształt, z czołami kojarzącymi się z rycerskim hełmem, nadał im architekt 若林広幸 Hiroyuki Wakabayashi, wyprodukowano je w fabryce Tōkyū Sharyō.
Inne EZT dla ekspresów składają się z czterech wagonów. Z wyjątkiem typu „30000” (ekspresy Kōya), można je łączyć w pary albo z innymi typami EZT. Pomagają w tym czoła z drzwiami awaryjnymi, które – po zamknięciu kabin sterowniczych – służą jako przejścia międzywagonowe.
EZT dla ekspresów wyposażone są w węzły sanitarne i bufety.

## Historia
- 1885 – Kolej 阪堺鉄道 Hankai Tetsudō (pierwotnie 大阪堺間鉄道 Ōsaka-Sakai-kan Tetsudō) otwiera linię trakcji parowej Namba – 大和川 Yamato-gawa (obecna południowa granica Osaki), zbudowaną na torze 838 mm. W 1888 przedłużenie do Sakai.
- 1897 – kolej 南海鉄道 Nankai Tetsudō buduje linię Sakai – 尾崎 Ozaki (tor 1067 mm).
- 1897 – przebudowa odcinka Namba – Sakai na tor 1067 mm. Wspólna eksploatacja obu linii.
- 1898 – połączenie się kolei Nankai i Hankai; nowy zarząd przyjmuje nazwę Nankai Tetsudō. Linię dociąga się do przedpola Wakayamy (Wakayama Kitaguchi).
- 1898 – kolej 高野鉄道大小路 Kōya Tetsudō otwiera linię trakcji parowej między obecnym dworcem 堺東 Sakai-Higashi a 長野 Nagano (obecnie Kawachi-Nagano). W 1900 linię wprowadzono do Osaki na obecną stację Shiomihashi (wówczas 道頓堀).
- 1900 – ukończenie odgałęzienia Tengachaya – Tennōji, gdzie istniał dworzec kolei Hanwa i Ōsaka.
- 1903 – ukończenie linii głównej do Wakayama-shi (nadal trakcja parowa).
- 1906 – wprowadzenie ruchu pośpiesznego na linii głównej.
- 1907 – elektryfikacja linii głównej – odcinek Namba – 浜寺公園 Hamadera-kōen (górna, =600 V). W 1911 r. przedłużenie trakcji elektrycznej do Wakayama-shi. Po elektryfikacji otwarcie licznych przystanków na linii.
- 1907 – Kōya Tetsudō zmienia nazwę na 高野登山鉄道 Kōya Toden Tetsudō.
- 1909, 1915 – przejęcie przez Nankai dwóch elektrycznych kolei dojazdowych: 浪速電車軌道 Naniwa Denki Kidō oraz 阪堺電気軌道 Hankai Denki Kidō – zachowana część ich sieci tworzy obecny system „Hankai”.
- 1912 – elektryfikacja linii Shiomihashi – Nagano (kolej Kōya Toden; zasilanie górne, =600 V). Budowa wielu przystanków na linii.
- 1915 – Kōya Toden zmienia nazwę na 大阪高野鉄道 Ōsaka-Kōya Tetsudō. Otwiera się linia z Nagano do Hashimoto przez pierwszy tunel Kimi (obecny zachodni).
- 1922 – ukończenie dobudowy drugiego toru na linii głównej (etapami od 1892 r.).

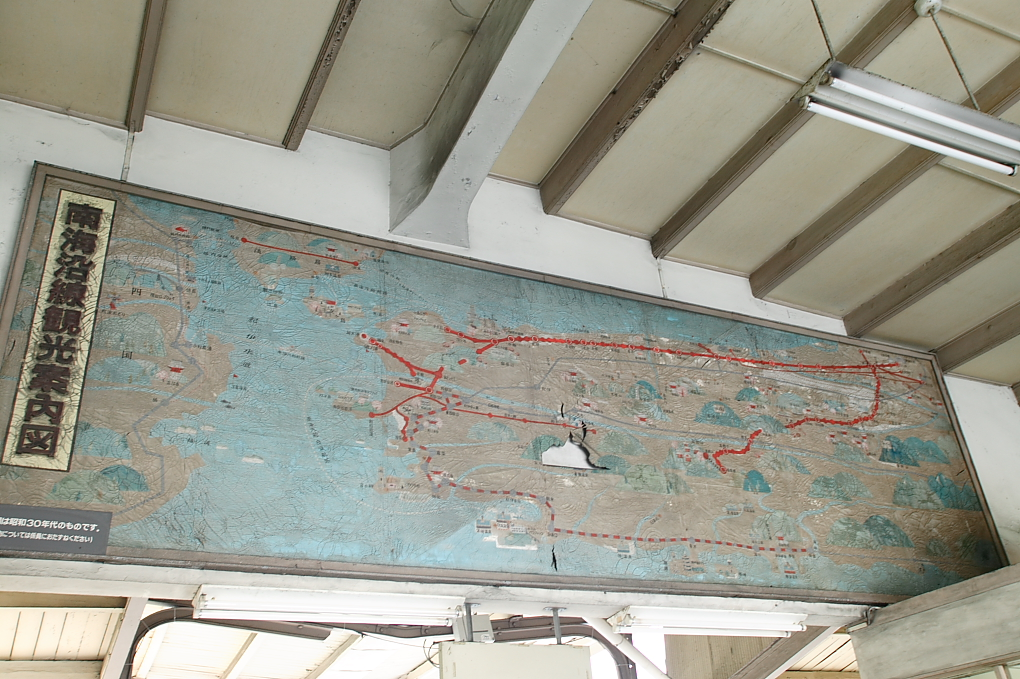
Osaka – stacja Shiomihashi. Zachowany schemat dawnej sieci Nankai

- 1922 – przejęcie kolei Ōsaka-Kōya i 高野大師鉄道 Kōya-Daishi Tetsudō. Ich linie tworzą odtąd Kōyasan-sen.
- 1924-38 – dobudowa drugiego toru na Kōyasan-sen (do Nagano).
- 1925 – skierowanie części pociągów Kōyasan-sen na dworzec Namba.
- 1925-29 – budowa linii Kōyasan-Shita (Hashimoto) – Gokurakubashi (kolej 高野山電気鉄道 Kōyasan Denki Tetsudō).
- 1926-37 – linia główna: oddanie kolejnych odcinków drugiej pary torów między Nambą i Sumiyoshi-kōen (obecnie 住吉大社 Sumiyoshi-taisha).
- 1930 – ukończenie funikularu na Kōya-san　(高野山電気鉄道 Kōyasan Denki Tetsudō). Dwa lata później Nankai uzyskuje prawa do wprowadzania swoich pociągów na linię kolei Kōyasan.
- 1932 – otwarcie przebudowanego dworca Namba. Perony zadaszono halą, a od frontu wzniesiono dom towarowy 高島屋 Takashimaya[2].
- 1938 – przeniesienie linii na wiadukt na odcinku Namba – Tengachaya.
- 1938 – otwarcie lunaparku Sayama-yūen (m. Ōsaka-sayama). Zamknięto go w 2000 r.
- 1940-44 – Nankai włada przejętą siecią 阪和電気鉄道 Hanwa Denki Tetsudō (pod nazwą 山手線 Yamate-sen). Sieć zostaje wykupiona przez rząd i włączona do kolei państwowej (Kokutetsu).
- 1942 – przejęcie linii dojazdowej 加太電気鉄道 Kado Denki Tetsudō w Wakayamie.
- 1944: połączenie się kolei Nankai z 関西急行鉄道 Kansai Kyūko Tetsudō i powstanie 近畿日本鉄道 Kinki-Nippon Tetsudō. Po wojnie, w ramach częściowej demonopolizacji, ponowny podział na kolej Nankai Denki Tetsudō i kolej Kintetsu (1947 r.). Nankai uzyskuje wówczas linię dawnej 高野山電気鉄道 Kōyasan Denki Tetsudō.
- 1957 – otwarcie drugiego lunaparku Misaki-kōen (miejscowość 岬 Misaki). Zamknięty dla restrukturyzacji w 2007.
- 1961 – przejęcie sieci tramwajów w Wakayamie (和歌山電気軌道 Wakayama Denki Kidō). Miejską część sieci zamknięto w 1971.
- 1966 – zamknięcie linii 北島支線 Kitajima-shisen w Wakayamie. Otwarcie stacji przesiadkowej 新今宮 Shin-Imamiya na linię okólną JR Ōsaka-kanjō-sen.
- 1970 – przełożenie Takashinohama-sen na wiadukt.
- 1971 – otwarcie pierwszego etapu linii Semboku Kōsoku, rozpoczęcie „przechodzenia” pociągów na tę trasę.
- 1973 – na linii głównej i na linii Kōyasan podwyższenie napięcia zasilania do =1500 V.
- 1977-95 – w obrębie Osaki przekładanie linii głównej na wiadukt; 1985 – w obrębie Sakai; 1994 w centrum miasta Kishiwada.
- 1980 – przebudowa dworca Namba; nadbudowa peronów.
- 1980 – zamknięcie dwóch linii tramwajowych (平野線 Hirano-sen i 大浜線 Ō-hama-sen). W 1984 i 1993 – linii kolejowej do dworca Tennōji (天王寺支線 Tennōji-shisen). Sieć tramwajów podmiejskich Osaka-Sakai zostaje wydzielona i wydana pod zarząd osobnej firmy – 阪堺電気軌道 Hankai Denki Kidō.
- 1983 – ukończenie przebudowy linii Kōyasan-sen na odcinku między Kawach-Nagano i Hashimoto (prace od 1964; dobudowa drugiego toru, nowe tunele, na fragmencie nowa trasa).
- 1985 – wprowadzenie ekspresów „Southern”, 1995 – ekspresów „Rinkan”.
- 1985 – rozcięcie linii Kōyasan na węźle przy stacji Kashinosato-Tamade. Wszystkie pociągi głównej części linii jadą odtąd do dworca Namba.
- 1994 – otwarcie linii do lotniska Kansai; wprowadzenie pociągów „Rapi:t”.
- 2005 – otwarcie dworca nadziemnego Izumi-sano.
- 2006 – przekazanie linii　貴志川線 Kishigawa-sen (dawna linia podmiejska Wakayama Denki Kidō) zarządowi 和歌山電鉄 Wakayama Dentetsu.

## Projekty
Planuje się połączenie linii Shiomihashi podziemną średnicą pod śródmieściem Osaki (tzw. なにわ筋線 Naniwasuji-sen) w kierunku Północnej Umedy do dworca JR Shin-Ōsaka. Linia byłaby wykorzystywana także przez kolej JR, dzięki odgałęzieniu do czołowej stacji JR Namba.

## Inne formy działalności Grupy Nankai
Nankai Denki Tetsudō jest jedynym właścicielem sieci tramwajów Hankai (阪堺電気軌道).
Grupa Nankai jest właścicielem dziesięciu firm eksploatujących sieci autobusowe; obsługują one zarówno przewozy lokalne, jak i dalekobieżne. Ponadto zajmuje się transportem drogowym, wypożyczaniem samochodów, połączeniem promowym Wakayama – Tokushima na Sikoku.
Podobnie jak inne koleje prywatne w Japonii, Nankai prowadzi szeroką działalność nie tylko w zakresie transportu: prowadzi hotele (m.in. Hotel Nakanoshima), ryokany i biuro podróży. Wielkie dochody firmy pochodzą z działalności deweloperskiej (zwłaszcza w ”Nowym Mieście Semboku” i wzdłuż linii Kōyasan). Ponadto firma zajmuje się handlem detalicznym – przede wszystkim na własnych stacjach kolejowych.